# Flintshire
Flintshire (Welsh: Sir y Fflint) is een unitaire autoriteit in het noordoosten van Wales. Het is gelegen in het ceremoniële behouden graafschap Clwyd en heeft 156.000 inwoners.

## Historische graafschap
Flintshire is ook een historische graafschap, ook al komen de grenzen van dat graafschap niet overeen met het huidige Flintshire. Het historische Flintshire was wat groter van omvang en bezat een exclave genaamd de Maelor Saesneg.

## Plaatsen
| - Buckley - Caergwrle - Connah's Quay - Hawarden - Holywell - Hope |  | - Mold (hoofdstad) - Mynydd Isa - Northop Hall - Northop - Penyffordd |

## Geboren
- Thomas Pennant (1726-1798), natuuronderzoeker, reiziger, schrijver en oudheidkundige

Graafschappen: Anglesey · Carmarthenshire · Ceredigion · Denbighshire · Flintshire · Gwynedd · Monmouthshire · Pembrokeshire · Powys
County boroughs: Blaenau Gwent · Bridgend · Caerphilly · Conwy · Merthyr Tydfil · Neath Port Talbot · Rhondda Cynon Taf · Torfaen · Vale of Glamorgan · Wrexham
Steden: Cardiff · Newport · Swansea
Zie ook: behouden graafschappen (preserved counties) en de historische graafschappen